# Text predictiu
El text predictiu és un tipus de text que té com a funció predir, anunciar allò que ha de succeir en un futur per conjectura, per intuïció o per do considerat profètic. Hi ha textos predictius orals, que apareixen en programes radiofònics o televisius i textos predictius escrits. En tots dos casos, els més freqüents són la previsió meteorològica i els horòscops, però també hi ha informes predictius sobre el comportament de l'economia, la possibilitat de moviments sísmics o d'erupció de volcans, el canvi climàtic... lligats tots a investigacions científiques, que els mitjans de comunicació divulguen de tant en tant.

## Història del text predicitu
Les tecles d'actuació de la màquina d'escriure xinesa creada per Lin Yutang a la dècada de 1940 van incloure suggeriments per als caràcters següents al seleccionat. El 1951, el tipus xinès Zhang Jiying va organitzar caràcters xinesos en clústers associatius, un precursor de l'entrada moderna de text predictiu, i va batre rècords de velocitat en fer-ho. [2] L'entrada predictiva de text des d'un teclat telefònic és coneguda almenys des dels anys setanta (Smith i Goodwin, 1971). Kondraske (1985) va patentar aspectes del text predictiu, mentre que un teclat completament funcional del sistema de text per a comunicar-se amb persones sordes per telèfon va ser patentat el 1988 per Roy Feinson que incloïa la majoria de les funcions del predictiu modern. Sistemes de text que inclouen la desambiguació i l'emmagatzematge del diccionari local. El text predictiu s'utilitzava principalment per cercar noms als directoris a través del telèfon, fins que la missatgeria de text del telèfon mòbil va tenir un ús generalitzat.

## Recursos lingüístics
Quant a les formes verbals, en aquest tipus de text hi predomina el futur tant simple com compost (Demà plourà; l'any que ve hauré acabat la carrera), acompanyat d'altres expressions:
- Expressions de condició (si, posat que, en cas que, a condició que),
- Expressions de possibilitat (és possible que (+present subjuntiu); possiblement (+futur); pot ser que (+present de subjuntiu), tal vegada, si Déu vol)
- Expressions de probabilitat (deure(futur)+infinitiu; és probable que, probablement, segurament...)

Hi ha també altres temps verbals que aporten matisos diferents de significat al text predictiu, com ara el temps condicional (Si deixessis de fumar, et trobaries més bé) o el mode subjuntiu (M'agradaria que fos pilot), que serveixen per expressar un futur hipotètic.